# Туперко, Степан Тимофеевич
Степа́н Тимофе́евич Туперко (1862 — после 1907) — член II Государственной думы от Подольской губернии, крестьянин.

## Биография
Православный, крестьянин деревни Антоновки-Режнятовской Проскуровского уезда.
Начальное образование получил дома, малограмотный. Занимался земледелием (11½ десятин).
В феврале 1907 года был избран в II Государственную думу от Подольской губернии. Входил в Трудовую группу и фракцию Крестьянского союза.
Дальнейшая судьба неизвестна.